# بيث تايلور
بيث تايلور (بالإنجليزية: Beth Taylor)‏ هي صحفية ومعلقة رياضية أمريكية، ولدت في 14 أكتوبر 1954 في نيو أورلينز في الولايات المتحدة.